# Между релсите
„Между релсите“ е български игрален филм (драма) от 1964 година на режисьора Вили Цанков, по сценарий на Свобода Бъчварова. Оператор е Емил Рашев. Музиката във филма е композирана от Кирил Дончев.

## Актьорски състав
- Маргарита Чудинова – Елица
- Румяна Гайтанджиева – Грета
- Виолета Антонова – Вики
- Миглена Дончева – Мими
- Стоян Гъдев – Христо
- Радка Сарафова – Бабата на Елица
- Стефан Илиев – Тутев
- Васко Досев – Човекът с алпинките
- Светла Мечкарова – Католическата сестра
- Леда Тасева – Вехтошарката Йота
- Евстати Стратев – Вехтошарят Семов
- Петър Слабаков – Янис
- Минчо Минчев – Бащата на Елица
- Стефан Пейчев – Моряка
- Иван Братанов – Човекът с ордените